# Vijftig tinten donkerder
Vijftig tinten donkerder (in het Engels: Fifty Shades Darker) is een erotische roman van de Britse schrijfster Erika Leonard, onder het pseudoniem E.L. James. Vijftig tinten donkerder is het 2de deel van een trilogie. Het voorgaande deel heet Vijftig tinten grijs (Fifty Shades of Grey) en het laatste deel heet Vijftig tinten vrij (Fifty Shades Freed).

## Synopsis
Anastasia Steele maakt een nieuwe start. Ze verbreekt alle contact met de miljardair Christian Grey. Ze krijgt een job bij een uitgeverij in Seattle, maar dat houdt Christian niet tegen om haar opnieuw te benaderen. Dit is natuurlijk niet zonder reden, hij heeft een nieuw aanbod voor haar en Anastasia kan er niet aan weerstaan. Hierdoor kent ze al vlug al zijn geheimen en de redenen waarom Christian zo beschadigd en veeleisend is. In vijftig tinten donkerder ontmoet Anastasia de vorige vrouwen van Christian. In deel 2 van de trilogie moet Anastasia de belangrijkste beslissing van haar leven nemen.